# Pierre-Emerick Aubameyang
Pierre-Emerick Emiliano François Aubameyang (* 18. června 1989 Laval) je gabonský profesionální fotbalista, který hraje na pozici útočníka za saúdskoarabský klub Al Qadisiyah FC.   19. května 2022 Patrick-Emerick Aubameyang oficiálně oznámil svůj reprezentační odchod po 73 zápasech a 30 vstřelených gólech.
Je to univerzální hráč, schopný nastoupit na kterékoliv pozici v útoku.
Za rok 2015 se stal africkým fotbalistou roku.
Za rok 2016 se stal hráčem roku v německé Bundeslize. V sezóně 2016/17 se stal s 31 vstřelenými brankami králem střelců německé Bundesligy. V jeho první sezóně na ostrovech vyhrál Zlatou kopačku v Premier League (spolu se Sadiem Maném a Mohamedem Salahem).

## Klubová kariéra

### AC Milán
V roce 2007 se připojil do mládežnického týmu italského velkoklubu AC Milán, který ve stejném roce vyhrál prestižní soutěže Ligu mistrů UEFA, Superpohár UEFA a Mistrovství světa ve fotbale klubů. V srpnu roku 2007 byl součástí sestavy, která skončila na čtvrté pozici v mládežnické soutěži Champions Youth Cup hned za brazilským Flamengem, který skončil v soutěži na třetím místě, Juventusem, který skončil na druhé pozici a Manchesterem United, který získal titul Champions Youth Cup. Právě tato soutěž, která se konala v Malajsii, udělala Aubameyangovi atraktivní jméno, protože se trefil sedmkrát během šesti zápasů a získal ocenění Roberto Bettega Trophy pro nejlepšího střelce turnaje. Za rok se probojoval do A-týmu AC Milán, ale na trávník se při žádným soutěžním zápasu coby hráč A-týmu nepodíval.

#### Dijon FCO (hostování)
V sezoně 2008/09 Aubameyang míří do Francie, konkrétně do francouzského týmu Dijon FCO. Jeho výkony v tomto francouzském klubu vedly k tomu, že se objevil v sekci World Soccer's talent scout (Největší fotbaloví talenti světa) v létě 2009. Působení v Dijon FCO ukončil s deseti góly a se dvěma asistencemi (8 gólů a 2 asistence v lize, 2 góly ve francouzském poháru). Trenér Daniel Joseph řekl: Výkony Aubameyanga jsou naprosto impozantní už jen z toho důvodu, že mu je teprve 18 let... Má neuvěřitelné fyzické schopnosti a ochotu utíkat obráncům, ke všemu má ještě spoustu let před sebou.[zdroj?]

#### Lille OSC (hostování)
Den po skončení hostování v Dijon FCO přijíždí do dalšího francouzského týmu Lille OSC. V novém týmu nenavázal na skvělý minulý rok a jeho angažmá po roce končí se 14 starty, kde dokázal vstřelit pouhé 2 góly. Pouze ve čtyřech zápasech nastoupil v základní sestavě. S týmem si zahrál mimo jiné i první kontinentální soutěž, coby profesionální hráč, a to Evropskou ligu UEFA.

#### AS Monaco (hostování)
Po nevydařeném hostování se objevuje na fotbalové zastávce v týmu AS Monaco. 21. 8. 2010 vstřelil svůj první gól v dresu AS Monaco proti RC Lens. Za půl roku odchází směrem AS Saint-Étienne.

### AS Saint-Étienne
Jeho čtvrtým a posledním hostováním ve Francii byl AS Saint-Étienne. Po chvíli na to ho francouzský klub koupil z AC Milán za nespecifikovanou částku (některé zdroje uvádí 2 miliony eur). Sezona 2010/11 skončila pro Aubameyanga se 4 góly a 3 asistencemi. Vyfasoval dres s číslem 7. V únoru roku 2012 dal svůj první hattrick proti FC Lorient. Byl nenahraditelnou součástí tohoto francouzského klubu. Polovinu gólů AS Saint-Étienne v sezóně měl zapsaných právě Pierre-Emerick Aubameyang. Na konci sezony vyhrál nejlepšího střelce sezony s 16 góly. Dvacátého dubna roku 2013 Aubameyang nastupuje v základní sestavě AS Saint-Étienne ve finále Coupe de la Ligue. Les Verts vyhráli 1:0 po gólu Brandãa a Aubameyang tím získal svojí první trofej ve své profesionální kariéře.
V další sezóně Aubameyang skončil na druhé pozici v listině nejlepších střelců Ligue 1 hned za Zlatanem Ibrahimovićem s 19 góly a 8 asistencemi. Za tuto sezónu získal cenu za nejlepšího afrického hráče v Ligue 1. Aubameyang si svými výkony udělal jméno tak žádaným, že se o něj zajímaly věhlasné fotbalové kluby. Nakonec jeho angažmá v AS Saint-Étienne skončilo a 4. července 2013 přestupuje do německé Borussie Dortmund.

### Borussia Dortmund

#### Sezóna 2013/14

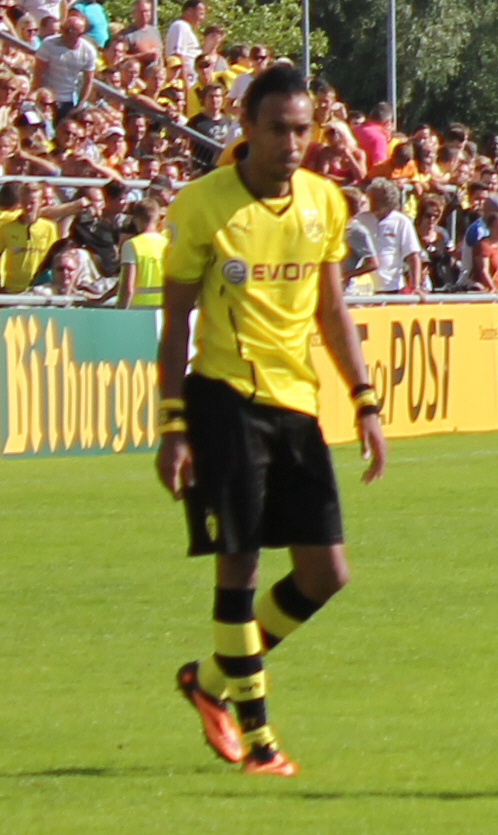
Aubameyang v dresuBorussie (2013)

4. července 2013 se Aubameyang připojil k finalistům Ligy mistrů 2012/13 Borussii Dortmund, podepsal smlouvu na pět let. Ve svém novém klubu debutoval v DFL-Supercupu 27. července 2013 proti Bayernu Mnichov, kde na posledních 18 minut zápasu, který skončil vítězstvím 4: 2, vystřídal Jakuba Błaszczykowského; asistoval Marcu Reusovi u posledního gólu zápasu. 10. srpna debutoval Aubameyang v Bundeslize a vstřelil hattrick proti Augsburgu, dal branku ze své první střely v lize. Aubameyang se také stal prvním hráčem Gabonu, který se objevil v německé nejvyšší soutěži. 27. listopadu vstřelil svůj první gól v Lize mistrů při vítězství 3:1 proti Neapoli ve skupinové fázi soutěže 2013/14. 24. září téhož roku proměnil penaltu proti Mnichovi 1860, která posunula Dortmund do dalšího kola DFB-Pokalu. Sezónu zakončil s 13 ligovými a 16 góly ve všech soutěžích.

#### Sezóna 2014/15

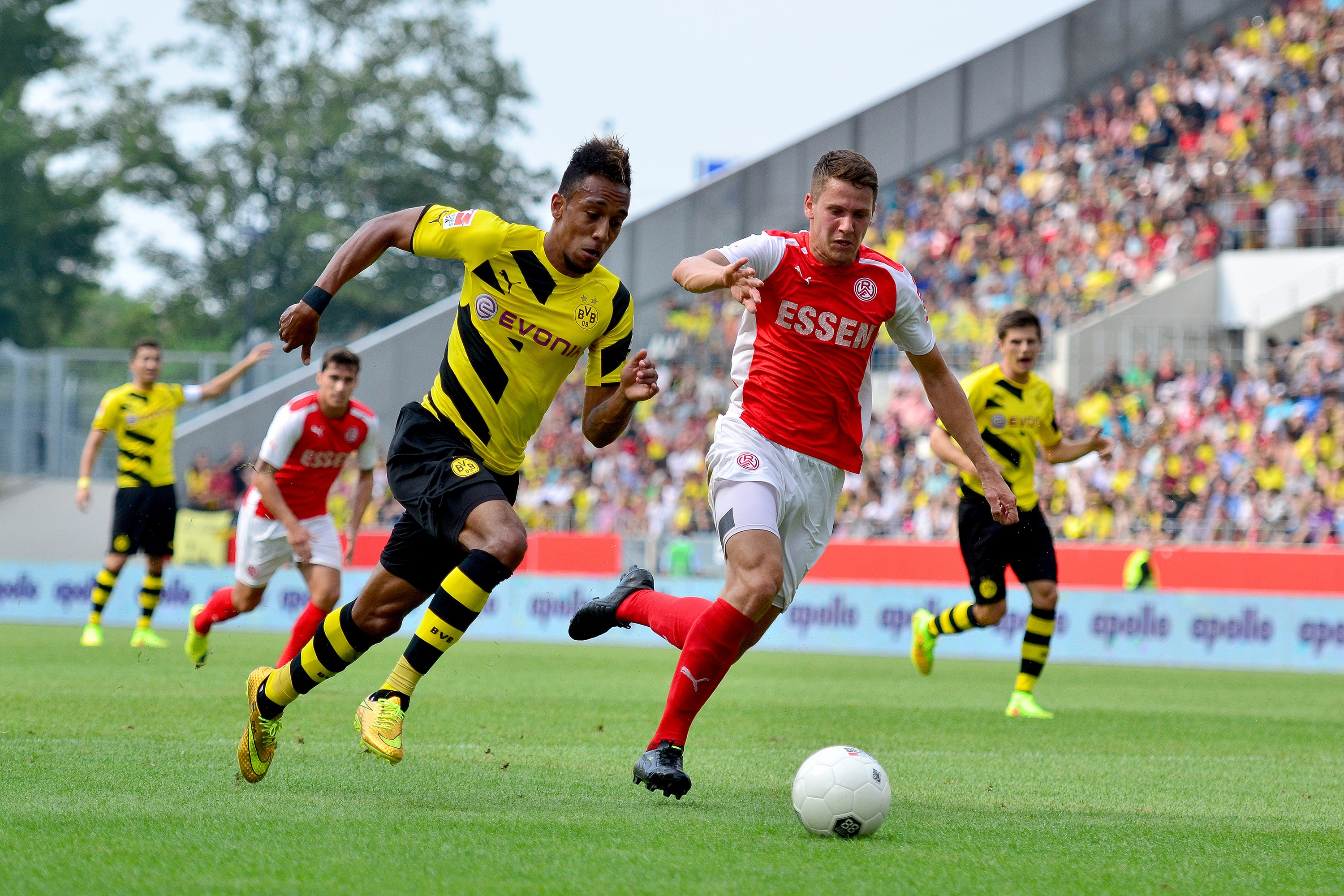
Aubameyang (vlevo) hrající za Dortmund (2014)

Dne 13. srpna 2014 asistoval u prvního gólu a později vstřelil další, při vítězství 2:0 nad Bayernem Mnichov v Německém superpoháru. Vstřelenou branku oslavil nasazením si masky Spider-Mana. V dalším zápase, při vítězství 4: 1 nad Stuttgarterem Kickers v prvním kole DFB-Pokalu, vstřelil dvě branky v druhém poločase a asistoval u gólu Adriána Ramose. 13. září vstřelil Aubameyang svůj první bundesligový gól v sezoně, když dal poslední branku vítězného utkání nad Freiburgem. O tři dny později, vstřelil druhý gól Dortmundu při výhře 2:0 nad svým budoucím klubem Arsenalem v prvním zápase základní skupiny Ligy mistrů.
Aubameyang ukončil svou druhou sezónu v Dortmundu s 25 góly ze 46 zápasů, včetně jednoho ve finále DFB-Pokalu 2015, kde Dortmund na Olympiastadionu porazil 3:1 VfL Wolfsburg.

#### Sezóna 2015/16
31. července 2015 podepsal Aubameyang novou smlouvu, která měla trvat až do roku 2020, a řekl: „Každá část mne chce tady zůstat, nikdy jsem nechtěl odejít.“ 20. srpna skóroval dvě branky, když Dortmund otočil zápas s Odds BK v prvním zápase play-off Evropské ligy. Když Aubameyang skóroval 23. září v zápase Hoffenheimem, stal se prvním hráčem v historii Bundesligy, který skóroval v každém z úvodních šesti zápasů svého týmu v sezóně. Později tento rekord rozšířil na osm zápasů, když skóroval v dalších dvou zápasech týmu proti Darmstadtu a Bayernu Mnichov.
Dne 22. října zaznamenal Aubameyang hattrick v zápase Evropské ligy UEFA proti ázerbájdžánské Qəbələ . O tři dny později zaznamenal další hattrick při výhře nad Augsburgem na Westfalenstadion. 8. listopadu vstřelil Aubameyang vítězný gól při Revierderby, které skončilo vítězstvím 3:2 nad Schalke 04. V polovině sezóny sezóny byl Aubameyang nejlepším ligovým střelcem s 18 góly v 17 zápasech.
Dne 30. ledna 2016vstřelil Aubameyang svůj 19. a 20. ligový gól v sezóně, čímž pomohl k domácímu vítězství 2:0 nad Ingolstadtem. Aubameyang dosáhl 30 gólu v sezóně v zápasu s Stuttgartem ve čtvrtfinále DFB-Pokalu 2015/16. Kromě toho, že vstřelil sám, asistoval dalším dvěma brankám, které vstřelili Marco Reus a Henrikh Mkhitaryan. 10. března 2016 skóroval Aubameyang při výhře 3:0 nad Tottenhamem Hotspur v osmifinále Evropské ligy UEFA. O týden později vstřelil oba góly při vítězství 2:1 na White Hart Lane. Když Aubameyang vstřelil 30. dubna dva góly při vítězství 5:1 proti Wolfsburgu, dosáhl v ligové sezóně 25 gólů, skončil jako druhý nejlepší střelec ligy za Robertem Lewandowskim z Bayernu Mnichov.

#### Sezóna 2016/17

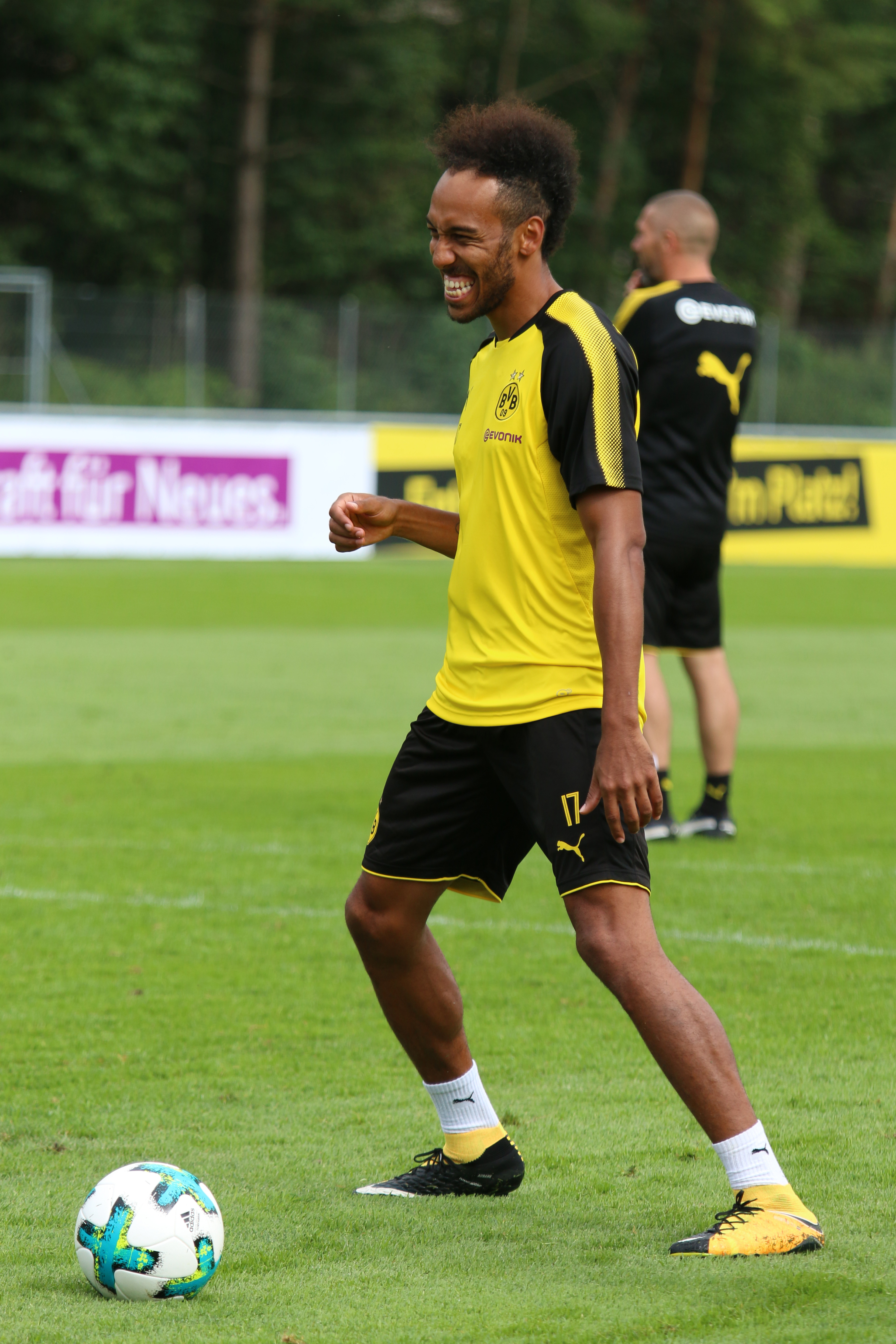
Aubameyang trénujcí za Borussii Dortmund (2017)

Aubameyang zahájil sezónu 2016/17 v Bundeslize dvěma brankami proti Mainzu 27. srpna při vítězstvím 2:1 a 20. září opět dvakrát skóroval proti VfL Wolfsburg. Aubameyang skóroval o tři dny později proti nedávno postupujícímu Freiburgu. Po zranění Marcela Schmelzera měl Aubameyang poprvé 22. října kapitánskou pásku za Dortmund, když se v zápase s Ingolstadtem také střelecky prosadil.
Aubameyang také skvěle odstartoval v zápasech skupinové fáze Ligy mistrů, když skóroval v prvních třech zápasech, Dortmund ze skupiny postoupil spolu s Realem Madrid. Aubameyang však 2. listopadu nebyl Thomasem Tuchelem nominován na odvetný zápas se Sportingem kvůli „internímu problému“. Ukázalo se, že dostal zákaz za porušení klubových pravidel tím, že místo pobytu v Dortmundu odcestoval do Milána. Při svém návratu do týmu v zápase proti Hamburger se čtyřikrát střelecky prosadil a také asistoval u posledního gólu zápasu Ousmana Dembélého.
19. listopadu Aubameyang vstřelil jedinou branku utkání s Bayernem Mnichov na Westfalenstadion. Pro Dortmund to bylo první vítězství v tomto derby v lize od dubna 2014. 7. prosince vstřelil Aubameyang první gól Borussie v zápase s Realem Madrid na stadionu Santiago Bernabéu, čímž zajistil Dortmundu první místo v základní skupině a postup do vyřazovací fáze turnaje. Dne 16. prosince, vstřelil svůj 100. gól za Borussii Dortmund při remíze 2:2 s Hoffenheimem.
4. března 2017, Aubameyang překonal hranici 20 bundesligových branek pro druhé po sobě jdoucí sezóně díky dvěma gólům v zápase s Bayerem Leverkusen. O čtyři dny později vstřelil hattrick při výhře 4:0 nad Benfikou, díky čemuž postoupil Dortmund do čtvrtfinále Ligy mistrů. 20. května skóroval dvakrát v posledním ligovém kole proti Werderu Brémy; ukončil tak sezónu jako nejlepší střelec Bundesligy s 31 góly. Ve finále DFB-Pokalu 2016/17 dne 27. května 2017 vstřelil vítězný gól zápasu; Dortmund zvítězil nad Eintrachtem Frankfurt 2:1.

### Arsenal
31. ledna 2018 přestoupil Aubameyang do Arsenalu, klubu hrající anglickou Premier League, za rekordní poplatek svého nového klubu, šlo údajně o 56 milionů liber.

#### Sezóna 2017/18

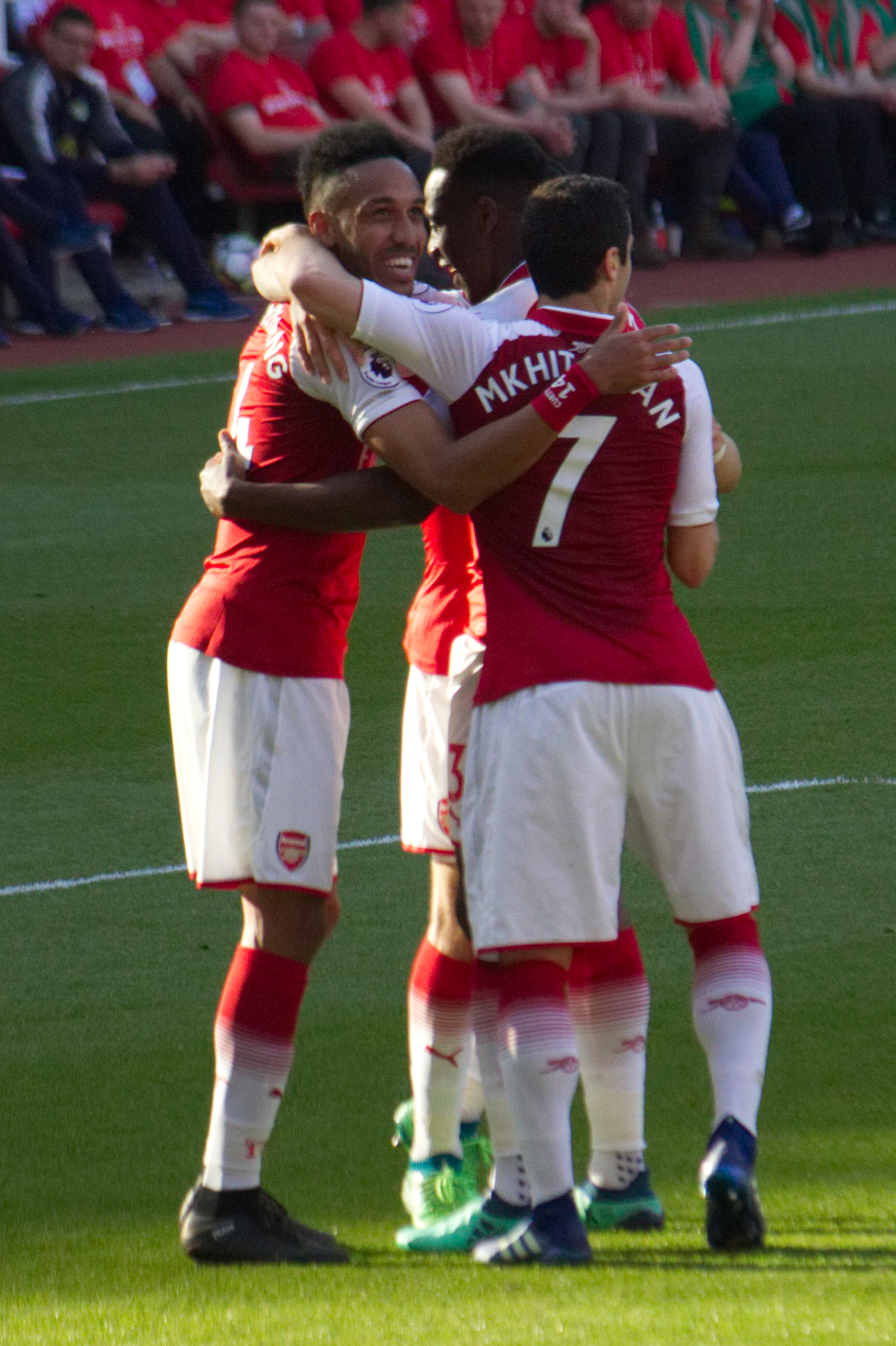
Aubameyang (vlevo) oslavující gól v posledním zápase Arsèna Wengera na lavičce Arsenalu (2018)

3. února debutoval Aubameyang za Arsenal proti Evertonu v Premier League při domácím vítězstvím 5:1; v zápase vstřelil čtvrtý gól, když lobem překonal Jordana Pickforda. Poté, co vynechal zápasy Evropské ligy proti Östersunds FK kvůli tomu, že v tomto ročníku soutěže odehrál zápasy i za Dortmund, vstřelil svůj první venkovní gól v klubu při ligové porážce 2:1 proti Brightonu. Aubameyang poprvé asistoval u gólu Henricha Mchitarjana při výhře 3:0 nad Watfordem. Aubameyang v tomto zápase vstřelil i svůj druhý gól za Gunners, na ten který mu přihrál Mchitarjan.
Aubameyang si udržel skvělou formu a dvakrát skóroval při domácím vítězství Arsenalu 3:0 nad Stoke. Aubameyangovy góly proti Stoke z něj učinily prvního hráče, který skóroval pětkrát ve svých prvních šesti ligových zápasech v klubu. V posledním domácím zápase manažera Arsène Wengera v klubu vstřelil Aubameyang první a poslední gól zápasu, zároveň asistoval i u gólu Alexe Iwobiho při vítězství 5:0 nad Burnley. Aubameyang na to navázal vstřelením jediného gólu zápasu ve výhře nad Huddersfieldem. Aubameyang zakončil sezónu s deseti góly a čtyřmi asistencemi ve třinácti zápasech Premier League a byl posledním střelcem Arsenalu pod vedením Arsèna Wengera.

#### Sezóna 2018/19
Aubameyang vstřelil svůj první gól v nové sezóně při výhře 3:2 nad Cardiffem City 2. září 2018. Aubameyang debutoval v Evropských pohárech za Arsenal při domácím vítězství 4:2 nad Vorsklou Poltava, vstřelil dva góly a poté v 57. minutě byl vystřídán Mesutem Özilem. Aubameyangovy góly znamenaly, že pomohl ke vstřelení 12 gólů v 10 vystoupeních za Arsenal na stadionu Emirates Stadium. Do října 2018 Aubameyang vstřelil 16 gólů v zápasech Premier League od svého únorového přestupu do Arsenalu. Podle statistik Opty mu stačilo na gól průměrně 104,6 minut, což znamenalo rekord v nejlepším poměru minut na gól v historii Premier League (minimálně 10 gólů).
Aubameyang se stal prvním hráčem, který v této sezoně dosáhl 10 gólů v Premier League, po výhře Arsenalu 4:2 nad Tottenhamem Hotspur v severolondýnském derby 2. prosince. Aubameyang vstřelil úvodní gól Gunners z pokutového kopu a později v druhé polovině zápasu obstřelil Huga Llorise; připsal si také asistenci ke čtvrtému gólu Arsenalu, což byl první gól Lucase Torreiry v klubu. Vítězství posunulo Arsenal před Tottenham v tabulce Premier League na rozdíl branek.
Aubameyang zaznamenal svůj první hattrick v Arsenalu při vítězství 4:2 nad Valencií 9. května 2019. Aubameyang také asistoval u druhého gólu Gunners, který dal Alexandre Lacazette. Aubameyangův hattrick znamenal, že se Arsenal dostal až do finále Evropské ligy, což bylo druhým evropským finále klubu za třináct let. Stal se taky prvním hráčem Arsenalu, který v semifinále evropské soutěže zaznamenal hattrick.
Aubameyang zakončil sezónu dvěma góly při výhře 3:1 nad Burnley, což znamenalo, že sezónu ukončil získáním Zlaté kopačky Premier League spolu s hráči Liverpoolu Mohamedem Salahem a Sadiem Maném; všichni vstřelili 22 branek. Odehrál celých 90 minut při porážce Arsenalu 4:1 proti Chelsea ve finále Evropské ligy..

#### Sezóna 2019/20
Dne 11. srpna 2019 vstřelil Aubameyang svůj první gól v nové sezoně hned v úvodním zápase s Newcastlem United na St James' Parku, kde předvedl perfektní kopací techniku, když po centru Ainsleyho Maitlanda-Nilese zakroutil míč do branky okolo Martina Dúbravky. José Mourinho tento zásah okomentoval jako „střelu génia“. Aubameyang vstřelil svůj první domácí gól v sezóně v dalším zápase při výhře 2:1 nad Burnley dne 17. srpna. Aubameyang vstřelil vítězný gól po asistenci Daniho Ceballose. Aubameyang vstřelil svůj první evropský gól v sezoně 19. září proti Eintrachtu Frankfurt v Evropské lize, pomohl Arsenalu k výhře 1:0.
Díky vstřelení pěti zářijových gólů, včetně vyrovnávacích proti Tottenhamu a Manchesteru United a vítězného proti Aston Ville, získal ocenění pro hráče měsíce Premier League. 5. listopadu 2019, poté, co byl Granit Xhaka zbaven kapitánské pásky v Arsenalu po jeho reakci na to, že ho během zápasu Premier League proti Crystal Palace vypískali příznivci Arsenalu, hlavní trenér Unai Emery potvrdil, že Aubameyang po něm převezme funkci kapitána.
1. prosince, po vyhození trenéra Emeryho, vstřelil Aubameyang oba góly při remíze 2:2 s Norwichem v prvním utkání prozatímního hlavního trenéra Freddieho Ljungberga. Aubameyang skóroval při remíze Arsenalu 1:1 s Crystal Palace 11. ledna 2020, v zápase byl ale také vyloučen kvůli faulu na záložníka Palace Maxe Meyera. Aubameyang původně dostal od rozhodčího Paula Tierneyho žlutou kartu, ale karta byla nakonec VARem změněna na červenou; bylo to prvním vyloučením Aubameyanga v Arsenalu a znamenalo by to, že útočník bude chybět Arsenalu na další tři zápasy proti Sheffieldu United, Chelsea a i v FA Cupu proti Bournemouthu.
27. února, v odvetném zápase šestnáctifinále Evropské ligy proti Olympiakosu, při nerozhodném celkovém skóre 1:1 dovedl Aubameyangův gólový nůžkami v prodloužení Arsenal k vyrovnání zápasu a k prozatímnímu postupu Arsenalu. Avšak gól Olympiakosu v 119. minutě znamenal, že Arsenal nepostoupí do další fáze soutěže, Aubameyang v posledních sekundách zápasu ještě minul prázdnou branku z pěti metrů, která by posunula Arsenal do osmifinále. Po vypadnutí Arsenalu se Aubameyang veřejně omluvil a naříkal nad svou chybou: „Cítím se velmi, velmi špatně. Může se to stát, ale nevím, jak jsem tuto šanci mohl promarnit. Byl jsem unavený, měl jsem nějaké křeče, ale taková chyba se neomlouvá... “
Po obnovení ligy v návaznosti na pandemii covidu-19 Aubameyang neskóroval ani neasistoval v prvních třech zápasech v Premier League po restartu, později však vstřelil dvě branky v zápase proti Norwichi. Jeho první gól v utkání byl jeho 50. v lize za Arsenal, což z něj udělalo hráče, který nejrychleji dosáhl 50 gólů v klubu, když toho dosáhl v pouhých 79 zápasech; o čtyři zápasy rychleji než nejlepší klubový střelec všech dob Thierry Henry a stal se také šestým nejrychlejším střelcem 50 gólů v celé Premier League za Andym Colem, Alanem Shearerem, Ruudem van Nistelrooyem, Fernandem Torresem a Mohamedem Salahem. Aubameyang také asistoval u druhého gólu Gunners v utkání, který vstřelil Granit Xhaka. Sezónu zakončil s 22 ligovými brankami, jednu za vítězem Zlaté kopačky Jamiem Vardym; na druhém místě remizoval s Dannym Ingsem.
18. července v semifinále FA Cupu proti obhájci titulu z Manchesteru City vstřelil Aubameyang oba góly při vítězství 2:0 a poslal tak Arsenal do finále. 1. srpna proměnil penaltu a dokázal ve finále zvítězit, protože Arsenal porazil Chelsea 2:1 a Aubameyang tak vyhrál svou první trofej s klubem a stal se prvním Afričanem, který kdy vyhrál FA Cup jako kapitán.

#### Sezóna 2020/21
29. srpna 2020, vstřelil Aubameyang gól v normální hrací době a taky proměnil penaltu v penaltovém rozstřelu proti Liverpoolu ve Community Shieldu poté, co zápas skončil po 120 minutách 1:1.

### FC Barcelona
V roce 2022 odešel jako volný hráč do FC Barcelona.

### Olympique Marseille
Dne 19. července 2023 přestoupil do francouzského klubu Olympique Marseille.

## Reprezentační kariéra

### Francie
Aubameyang odehrál za francouzskou jedenadvacítku jediný zápas, šlo o přátelské utkání 11. února 2009 proti Tunisku (remíza 1:1).

### Gabon
Aubameyang se zúčastnil Letních olympijských her 2012 v Londýně, kde Gabon vypadl již v základní skupině B.
V A-mužstvu gabonské reprezentace debutoval 28. března 2009 v kvalifikačním utkání proti domácímu Maroku a gólem přispěl k výhře hostů 2:1.
Zúčastnil se Afrického poháru národů 2012, který pořádal právě Gabon společně s Rovníkovou Guineou. Gabon vypadl na turnaji ve čtvrtfinále s Mali na pokutové kopy.

Zúčastnil se i Afrického poháru národů 2015 v Rovníkové Guineji.

## Statistiky

### Klubové
K zápasu odehranému 29. srpna 2020
| Klub              | Sezóna  | Liga           | Liga   | Liga | Národní pohár | Národní pohár | Ligový pohár | Ligový pohár | Evropské poháry | Evropské poháry | Ostatní | Ostatní | Celkem | Celkem |
| Klub              | Sezóna  | Division       | Zápasy | Góly | Zápasy        | Góly          | Zápasy       | Góly         | Zápasy          | Góly            | Zápasy  | Góly    | Zápasy | Góly   |
| ----------------- | ------- | -------------- | ------ | ---- | ------------- | ------------- | ------------ | ------------ | --------------- | --------------- | ------- | ------- | ------ | ------ |
| AC Milán          | 2007/08 | Serie A        | 0      | 0    | 0             | 0             | —            | —            | 0               | 0               | 0       | 0       | 0      | 0      |
| Dijon (host.)     | 2008/09 | Ligue 2        | 34     | 8    | 4             | 2             | 1            | 0            | —               | —               | —       | —       | 39     | 10     |
| Lille (host.)     | 2009/10 | Ligue 1        | 14     | 2    | 0             | 0             | 1            | 0            | 9               | 0               | —       | —       | 24     | 2      |
| Monaco (host.)    | 2010/11 | Ligue 1        | 19     | 2    | 1             | 0             | 3            | 0            | —               | —               | —       | —       | 23     | 2      |
| Saint-Étienne     | 2011/12 | Ligue 1        | 14     | 2    | —             | —             | —            | —            | —               | —               | —       | —       | 14     | 2      |
| Saint-Étienne     | 2012/13 | Ligue 1        | 36     | 16   | 0             | 0             | 2            | 2            | —               | —               | —       | —       | 38     | 18     |
| Saint-Étienne     | 2013/14 | Ligue 1        | 37     | 19   | 4             | 2             | 4            | 0            | —               | —               | —       | —       | 45     | 21     |
| Saint-Étienne     | Celkem  | Celkem         | 87     | 37   | 4             | 2             | 6            | 2            | —               | —               | —       | —       | 97     | 41     |
| Borussia Dortmund | 2013/14 | Bundesliga     | 32     | 13   | 6             | 2             | —            | —            | 9               | 1               | 1       | 0       | 48     | 16     |
| Borussia Dortmund | 2014/15 | Bundesliga     | 33     | 16   | 4             | 5             | —            | —            | 8               | 3               | 1       | 1       | 46     | 25     |
| Borussia Dortmund | 2015/16 | Bundesliga     | 31     | 25   | 4             | 3             | —            | —            | 14              | 11              | —       | —       | 49     | 39     |
| Borussia Dortmund | 2016/17 | Bundesliga     | 32     | 31   | 4             | 2             | —            | —            | 9               | 7               | 1       | 0       | 46     | 40     |
| Borussia Dortmund | 2017/18 | Bundesliga     | 16     | 13   | 1             | 3             | —            | —            | 6               | 4               | 1       | 1       | 24     | 21     |
| Borussia Dortmund | Celkem  | Celkem         | 144    | 98   | 19            | 15            | —            | —            | 46              | 26              | 4       | 2       | 213    | 141    |
| Arsenal           | 2017/18 | Premier League | 13     | 10   | —             | —             | 1            | 0            | —               | —               | —       | —       | 14     | 10     |
| Arsenal           | 2018/19 | Premier League | 36     | 22   | 1             | 1             | 2            | 0            | 12              | 8               | —       | —       | 51     | 31     |
| Arsenal           | 2019/20 | Premier League | 36     | 22   | 2             | 4             | 0            | 0            | 6               | 3               | —       | —       | 44     | 29     |
| Arsenal           | 2020/21 | Premier League | 0      | 0    | 0             | 0             | 0            | 0            | 0               | 0               | 1       | 1       | 1      | 1      |
| Arsenal           | Celkem  | Celkem         | 85     | 54   | 3             | 5             | 3            | 0            | 18              | 11              | 1       | 1       | 110    | 71     |
| Celkem            | Celkem  | Celkem         | 383    | 201  | 31            | 24            | 14           | 2            | 73              | 37              | 5       | 3       | 506    | 267    |

### Reprezentační
K zápasu odehranému 17. listopadu 2019
| Gabon  | Gabon  | Gabon |
| Rok    | Zápasy | Góly  |
| ------ | ------ | ----- |
| 2009   | 7      | 2     |
| 2010   | 10     | 3     |
| 2011   | 5      | 0     |
| 2012   | 8      | 4     |
| 2013   | 4      | 3     |
| 2014   | 4      | 2     |
| 2015   | 10     | 5     |
| 2016   | 4      | 2     |
| 2017   | 4      | 2     |
| 2018   | 2      | 1     |
| 2019   | 5      | 1     |
| Celkem | 63     | 25    |

K zápasu odehranému 17. listopadu 2019. Skóre a výsledky Gabonu jsou vždy zapisovány jako první.
| Gól | Datum              | Místo                                        | Soupeř        | Skóre | Výsledek | Soutěž                                   |
| --- | ------------------ | -------------------------------------------- | ------------- | ----- | -------- | ---------------------------------------- |
| 1.  | 28. března 2009    | Stade Mohamed V, Casablanca, Maroko          | Maroko        | 1:0   | 2:1      | Kvalifikace na Mistrovství světa 2010    |
| 2.  | 11. srpna 2009     | Stade de l'Amitié, Cotonou, Benin            | Benin         | 1:0   | 1:1      | Přátelský zápas                          |
| 3.  | 19. května 2010    | Stade François Coty, Ajaccio, Francie        | Togo          | 2:0   | 3:0      | Přátelský zápas                          |
| 4.  | 11. srpna 2010     | Stade du 5 Juillet 1962, Alžír, Alžírsko     | Alžírsko      | 2:0   | 2:1      | Přátelský zápas                          |
| 5.  | 17. listopadu 2010 | Stade Michel Hidalgo, Sannois, Francie       | Senegal       | 1:2   | 1:2      | Přátelský zápas                          |
| 6.  | 23. ledna 2012     | Stade d'Angondjé, Libreville, Gabon          | Niger         | 1:0   | 2:0      | Africký pohár národů 2012                |
| 7.  | 27. ledna 2012     | Stade d'Angondjé, Libreville, Gabon          | Maroko        | 1:1   | 3:2      | Africký pohár národů 2012                |
| 8.  | 31. ledna 2012     | Stade de Franceville, Franceville, Gabon     | Tunisko       | 1:0   | 1:0      | Africký pohár národů 2012                |
| 9.  | 14. října 2012     | Stade d'Angondjé, Libreville, Gabon          | Togo          | 1:2   | 1:2      | Kvalifikace na Africký pohár národů 2013 |
| 10. | 15. června 2013    | Stade de Franceville, Franceville, Gabon     | Niger         | 1:1   | 4:1      | Kvalifikace na Mistrovství světa 2014    |
| 11. | 15. června 2013    | Stade de Franceville, Franceville, Gabon     | Niger         | 2:1   | 4:1      | Kvalifikace na Mistrovství světa 2014    |
| 12. | 15. června 2013    | Stade de Franceville, Franceville, Gabon     | Niger         | 4:1   | 4:1      | Kvalifikace na Mistrovství světa 2014    |
| 13. | 11. října 2014     | Stade d'Angondjé, Libreville, Gabon          | Burkina Faso  | 1:0   | 2:0      | Kvalifikace na Africký pohár národů 2015 |
| 14. | 11. října 2014     | Stade d'Angondjé, Libreville, Gabon          | Burkina Faso  | 2:0   | 2:0      | Kvalifikace na Africký pohár národů 2015 |
| 15. | 17. ledna 2015     | Estadio de Bata, Bata, Rovníková Guinea      | Burkina Faso  | 1:0   | 2:0      | Africký pohár národů 2015                |
| 16. | 25. března 2015    | Stade Pierre Brisson, Beauvais, Francie      | Mali          | 2:2   | 4:3      | Přátelský zápas                          |
| 17. | 25. března 2015    | Stade Pierre Brisson, Beauvais, Francie      | Mali          | 3:2   | 4:3      | Přátelský zápas                          |
| 18. | 5. září 2015       | Stade d'Angondjé, Libreville, Gabon          | Súdán         | 4:0   | 4:0      | Přátelský zápas                          |
| 19. | 9. října 2015      | Stade Olympique de Radès, Tunis, Tunisko     | Tunisko       | 1:1   | 3:3      | Přátelský zápas                          |
| 20. | 25. března 2016    | Stade de Franceville, Franceville, Gabon     | Sierra Leone  | 1:0   | 2:1      | Přátelský zápas                          |
| 21. | 2. září 2016       | Khartoum Stadium, Chartúm, Súdán             | Súdán         | 1:1   | 2:1      | Přátelský zápas                          |
| 22. | 14. ledna 2017     | Stade d'Angondjé, Libreville, Gabon          | Guinea-Bissau | 1:0   | 1:1      | Africký pohár národů 2017                |
| 23. | 18. ledna 2017     | Stade d'Angondjé, Libreville, Gabon          | Burkina Faso  | 1:1   | 1:1      | Africký pohár národů 2017                |
| 24. | 8. září 2018       | Stade d'Angondjé, Libreville, Gabon          | Burundi       | 1:1   | 1:1      | Kvalifikace na Africký pohár národů 2019 |
| 25. | 10. října 2019     | Stade Municipal, Saint-Leu-la-Forêt, Francie | Burkina Faso  | 1:0   | 1:0      | Přátelský zápas                          |

## Úspěchy

### Individuální
- Tým roku Ligue 1 podle UNFP – 2012/13[79]
- Tým roku Premier League podle PFA – 2019/20[80]